# Orasema uichancoi
Orasema uichancoi is een vliesvleugelig insect uit de familie Eucharitidae. De wetenschappelijke naam is voor het eerst geldig gepubliceerd in 1932 door Ishii.